# Campeonato de Fórmula Regional Europeia de 2021
O Campeonato de Fórmula Regional Europeia pela Alpine de 2021 foi a temporada inaugural da edição europeia do certame, também conhecida pela sigla FRECA, uma categoria de monopostos disputada em carros de Fórmula 3 produzidos pela fabricante italiana Tatuus que é realizado ao redor de toda a Europa. Esta foi a terceira temporada do campeonato e a primeira depois da fusão com a Eurocopa de Fórmula Renault. Esta mudança acabou afetando o fornecimento de motores, que agora é feito pela Alpine.
O campeão antecipado da temporada 2021 foi o suíço Grégoire Saucy da equipe ART Grand Prix. Ele confirmou o título após o quinto lugar na corrida 1 em Mugello.

## Equipes e pilotos
| Equipe                   | N.° | Piloto              | Status |
| ------------------------ | --- | ------------------- | ------ |
| Prema Powerteam          | 1   | Paul Aron           |        |
| Prema Powerteam          | 12  | David Vidales       |        |
| Prema Powerteam          | 17  | Dino Beganovic      | E      |
| KIC Motorsport           | 2   | Nico Göhler         |        |
| KIC Motorsport           | 5   | Patrik Pasma        |        |
| KIC Motorsport           | 58  | Elias Seppänen      | E      |
| R-ace GP                 | 6   | Isack Hadjar        | E      |
| R-ace GP                 | 10  | Hadrien David       |        |
| R-ace GP                 | 15  | Léna Bühler         | E F    |
| R-ace GP                 | 22  | Zane Maloney        |        |
| G4 Racing                | 7   | Axel Gnos           | E      |
| G4 Racing                | 72  | Belén García        | E F    |
| Arden Motorsport         | 8   | William Alatalo     |        |
| Arden Motorsport         | 14  | Nicola Marinangeli  |        |
| Arden Motorsport         | 21  | Alex Quinn          |        |
| FA Racing                | 9   | Alexandre Bardinon  |        |
| FA Racing                | 19  | Andrea Rosso        | E      |
| MP Motorsport            | 11  | Franco Colapinto    |        |
| MP Motorsport            | 27  | Kas Haverkort       | E      |
| MP Motorsport            | 96  | Oliver Goethe       | E      |
| Monolite Racing          | 13  | Jasin Ferati        | E      |
| Monolite Racing          | 35  | Pietro Delli Guanti | E      |
| JD Motorsport            | 16  | Tommy Smith         | E      |
| JD Motorsport            | 91  | Eduardo Barrichello | E      |
| ART Grand Prix           | 23  | Thomas ten Brinke   | E      |
| ART Grand Prix           | 26  | Grégoire Saucy      |        |
| ART Grand Prix           | 46  | Gabriele Minì       | E      |
| DR Formula RP Motorsport | 41  | Emidio Pesce        |        |
| DR Formula RP Motorsport | 71  | Brad Benavides      |        |
| DR Formula RP Motorsport | 85  | Gabriel Bortoleto   | E      |
| Van Amersfoort Racing    | 51  | Francesco Pizzi     | E      |
| Van Amersfoort Racing    | 62  | Lorenzo Fluxá       |        |
| Van Amersfoort Racing    | 64  | Mari Boya           | E      |

| Icon | Status                                     |
| ---- | ------------------------------------------ |
| E    | Estreante                                  |
| F    | Mulher                                     |
| C    | Pilotos convidados inelegíveis para pontos |

## Calendário de corridas
| Rodada | Rodada | Circuito                                   | Data           | Apoiando                                |
| ------ | ------ | ------------------------------------------ | -------------- | --------------------------------------- |
| 1      | C1     | Circuito de Spa-Francorchamps, Stavelot    | 24 de abril    | Evento principal                        |
| 1      | C2     | Circuito de Spa-Francorchamps, Stavelot    | 25 de abril    | Evento principal                        |
| 2      | C1     | Circuito de Barcelona-Catalunha, Montmeló  | 8 de maio      | Grande Prêmio da Espanha                |
| 2      | C2     | Circuito de Barcelona-Catalunha, Montmeló  | 9 de maio      | Grande Prêmio da Espanha                |
| 3      | C1     | Circuito de Mônaco, Monte Carlo            | 22 de maio     | Grande Prêmio de Mônaco                 |
| 3      | C2     | Circuito de Mônaco, Monte Carlo            | 23 de maio     | Grande Prêmio de Mônaco                 |
| 4      | C1     | Circuito Paul Ricard, Le Castellet         | 29 de maio     | GT World Challenge Europe Endurance Cup |
| 4      | C2     | Circuito Paul Ricard, Le Castellet         | 30 de maio     | GT World Challenge Europe Endurance Cup |
| 5      | C1     | Circuito de Zandvoort, Zandvoort           | 19 de junho    | GT World Challenge Europe Sprint Cup    |
| 5      | C2     | Circuito de Zandvoort, Zandvoort           | 20 de junho    | GT World Challenge Europe Sprint Cup    |
| 6      | C1     | Circuito de Ímola, Ímola                   | 24 de julho    | International GT Open                   |
| 6      | C2     | Circuito de Ímola, Ímola                   | 25 de julho    | International GT Open                   |
| 7      | C1     | Nürburgring, Nürburg                       | 7 de agosto    | ADAC GT Masters                         |
| 7      | C2     | Nürburgring, Nürburg                       | 8 de agosto    | ADAC GT Masters                         |
| 8      | C1     | Red Bull Ring, Spielberg                   | 11 de setembro | International GT Open                   |
| 8      | C2     | Red Bull Ring, Spielberg                   | 12 de setembro | International GT Open                   |
| 9      | C1     | Circuito de Mugello, Scarperia e San Piero | 9 de outubro   | Evento principal                        |
| 9      | C2     | Circuito de Mugello, Scarperia e San Piero | 10 de outubro  | Evento principal                        |
| 10     | C1     | Autódromo Nacional de Monza, Monza         | 30 de outubro  | Evento principal                        |
| 10     | C2     | Autódromo Nacional de Monza, Monza         | 31 de outubro  | Evento principal                        |